# 金炳鎬
金炳鎬（1960年1月1日—），出生於朝鮮平壤直轄市，朝鮮政治人物，現為朝鮮中央通訊社社長、《勞動新聞》總主編和朝鲜劳动党中央宣传鼓动部副部長。他被認為是該國時任最高領導人金正恩的近臣。

## 生平
金炳鎬於2002年出任朝鮮中央通訊社副社長一職，並於翌年被委任為黨宣傳委員會副委員長。2009年10月，獲晉升為朝鮮中央通訊社社長。2011年12月，金正日離世，金炳鎬被繼任人金正恩列入治葬委員會委員之一。2012年7月，被推舉為黨宣傳鼓動部副部長，負責為領導人、朝鮮體制的優越性和國家政策方針等進行宣傳。2016年，被選為朝鮮勞動黨中央委員會候補委員。在2017年10月的黨第七屆中央委員會第二次全體會議中，被委任為機關報《勞動新聞》的總主編。

## 資料來源
1. 1 2  . Dailynk. 2012-08-08  [2017-11-19]. （原始内容存档于2017-12-01）.
2. 1 2  . Tongilnews. 2013-02-14  [2017-11-19]. （原始内容存档于2017-12-01）.
3. 1 2  . Unikorea.   [2017-11-19]. （原始内容存档于2019-08-20）.
4. ↑  "朝鲜劳动党第七届中央委员会第二次全体会议公报" 《朝鮮中央通訊社》 2017-10-08